# Vulolo
Vulolo ist ein Ort und eine administrative Einheit (Distrikt) des unabhängigen Inselstaates der Salomonen auf der Insel Guadalcanal im südwestlichen Pazifischen Ozean.

## Geographie
Vulolo bildet zusammen mit Malango den Verwaltungsbezirk Central Guadalcanal. Der Distrikt grenzt im Norden an die Distrikte West Ghaobata und East Ghaobata im Bezirk North Guadalcanal, im Nordosten an die Distrikte East Tasimboko und Paripao im Bezirk Northeast Guadalcanal, im Osten an Kolokarako im Bezirk East Central Guadalcanal und im Süden an die Distrikte Talise und Vatukulau im Bezirk South Guadalcanal.
Der Distrikt grenzt an keiner Stelle ans Meer. Im Südwesten grenzt er an das Massiv des Mount Popomanaseu und im südlichen Bereich liegen die Berge Mount Tatuve (1520 m) und Mount Vuro (1094 m). Zahlreiche Flüsse entspringen in diesem Distrikt und münden an der Nordküste oder der Südküste ins Meer.

## Klima
Das Klima ist tropisch, die durchschnittliche Tagestemperatur liegt bei gleichbleibend 28 Grad Celsius, die Wassertemperaturen bei 26 bis 29 Grad. Feuchtere Perioden sind vorwiegend zwischen November und April, diese sind aber nicht sehr ausgeprägt. Die durchschnittliche Niederschlagsmenge pro Jahr liegt bei 2000 mm und damit etwas niedriger als im Durchschnitt der Salomonen (3000 mm).